# ミヤマニンジン
ミヤマニンジン（深山人参、学名：Ostericum florentii ）はセリ科ヤマゼリ属の多年草。

## 特徴
地下茎があり、根は細長い。茎は細く、中部で枝分かれし、高さは20-50cmになる。葉は2-3回羽状複葉になり、小葉は細かく切れ込み、裂片は披針形から線形で、側裂片より頂裂片が方が長い。
花期は7-8月。茎頂か、分枝した先端に小さな複散形花序をつける。花は白色の5弁花。複散形花序の下にある総苞片、小花序の下にある小総苞片は線形。果実は倒卵円形で、分果の背隆条は脈状か狭い翼状、側隆条は広く薄い翼になる。油管は分果の表面側の各背溝下に1個、分果が接しあう合生面に2個ある。熟した種子は果皮と離れる。

## 分布と生育環境
日本固有種。本州の関東地方、中部地方（那須朝日岳、草津白根山、浅間山、箱根山、富士山ほか）に分布し、亜高山帯の草地に生育する。

## ギャラリー
- 花序
- 茎の上部の葉
- 若い果序